# Geschützrohr

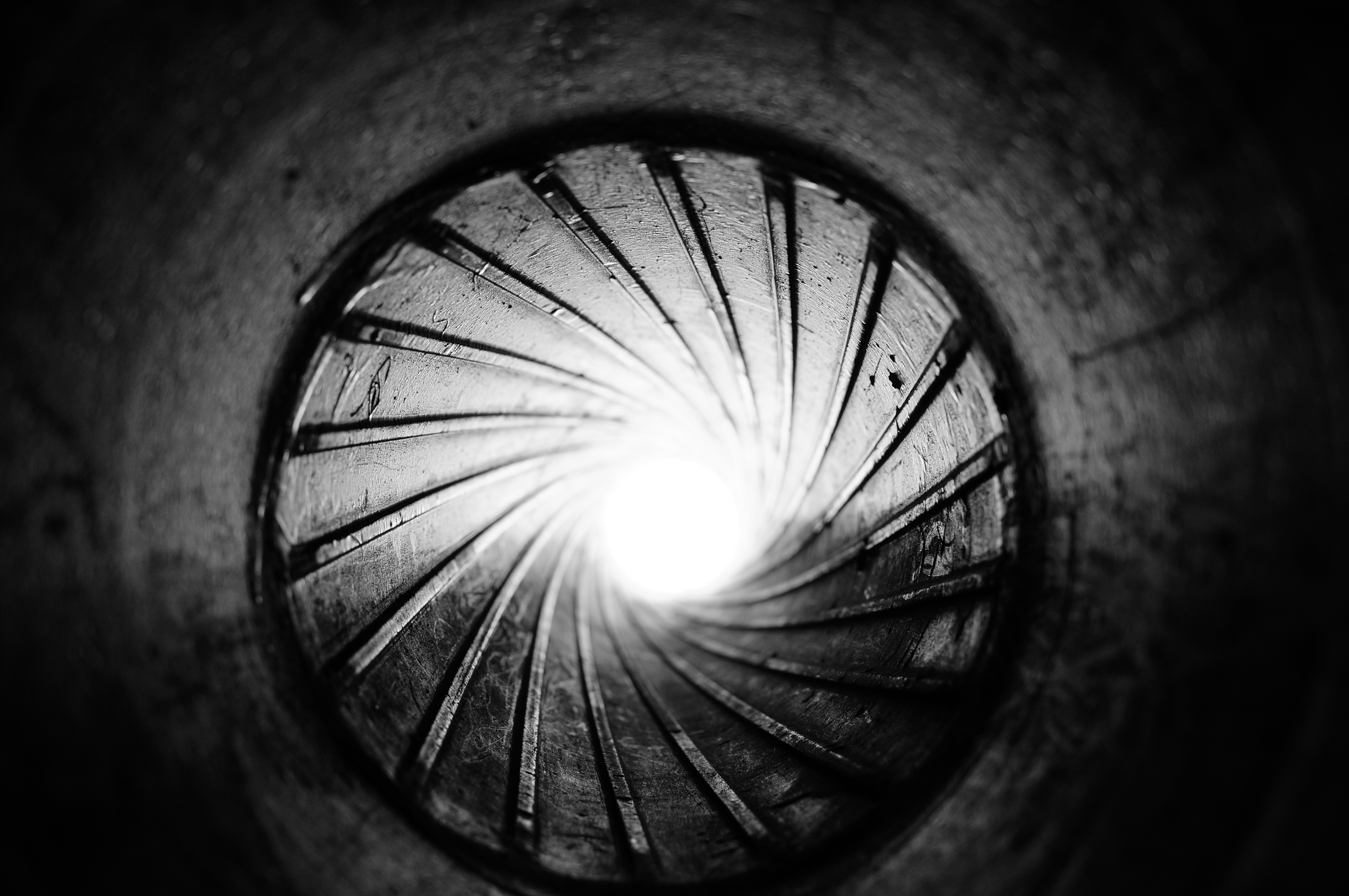
Innenrohr einer historischen Kanone
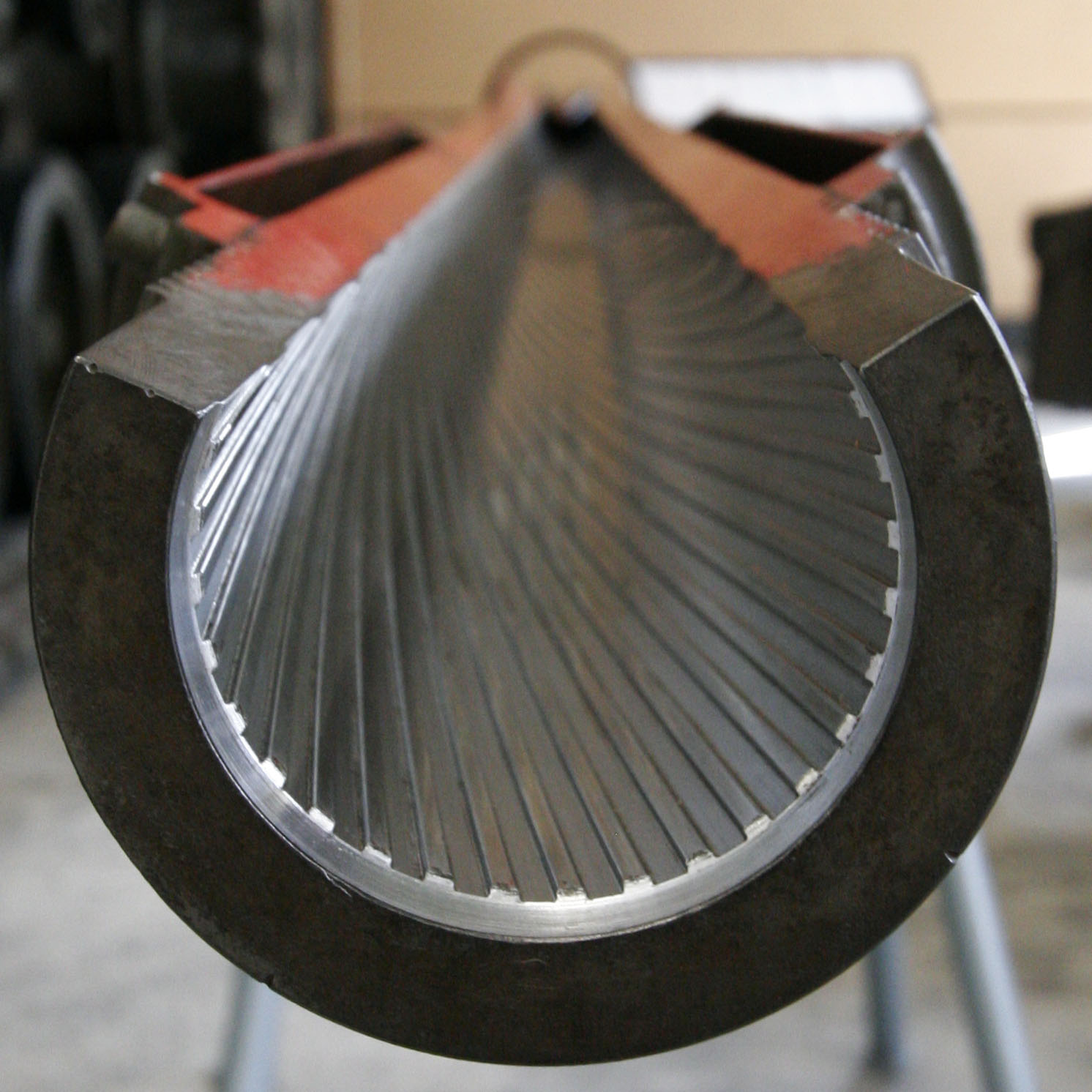
Schnittmodell einer 105mm Royal Ordnance L7

Als Geschützrohr (auch Kanonenrohr oder kurz Rohr) wird der Lauf einer schweren Schusswaffe, einer Kanone oder eines Geschützes bezeichnet. Im Lauf der Geschichte wurden diverse Bauweisen der Rohre mit unterschiedlichen Metallen oder Legierungen wie Stahlbronze oder Stahl gefertigt. Metallfreie Rohre aus Holz oder für die Lederkanone waren seltene Ausnahmen.
Den Innendurchmesser des Laufs eines Geschützes nennt man (genau wie bei kleineren Schusswaffen) Kaliber.
Bei gezogenen Läufen nennt man den Durchmesser zwischen den Zügen (den eingeschnittenen Teilen der Laufinnenwand) Außenkaliber und den Durchmesser zwischen den übrigen Teilen der Laufinnenwand Innenkaliber.
Viele Geschützrohre haben Durchmesser zwischen 20 mm und etwa 30 cm.

## Begrifflichkeiten von Geschützrohrbauteilen

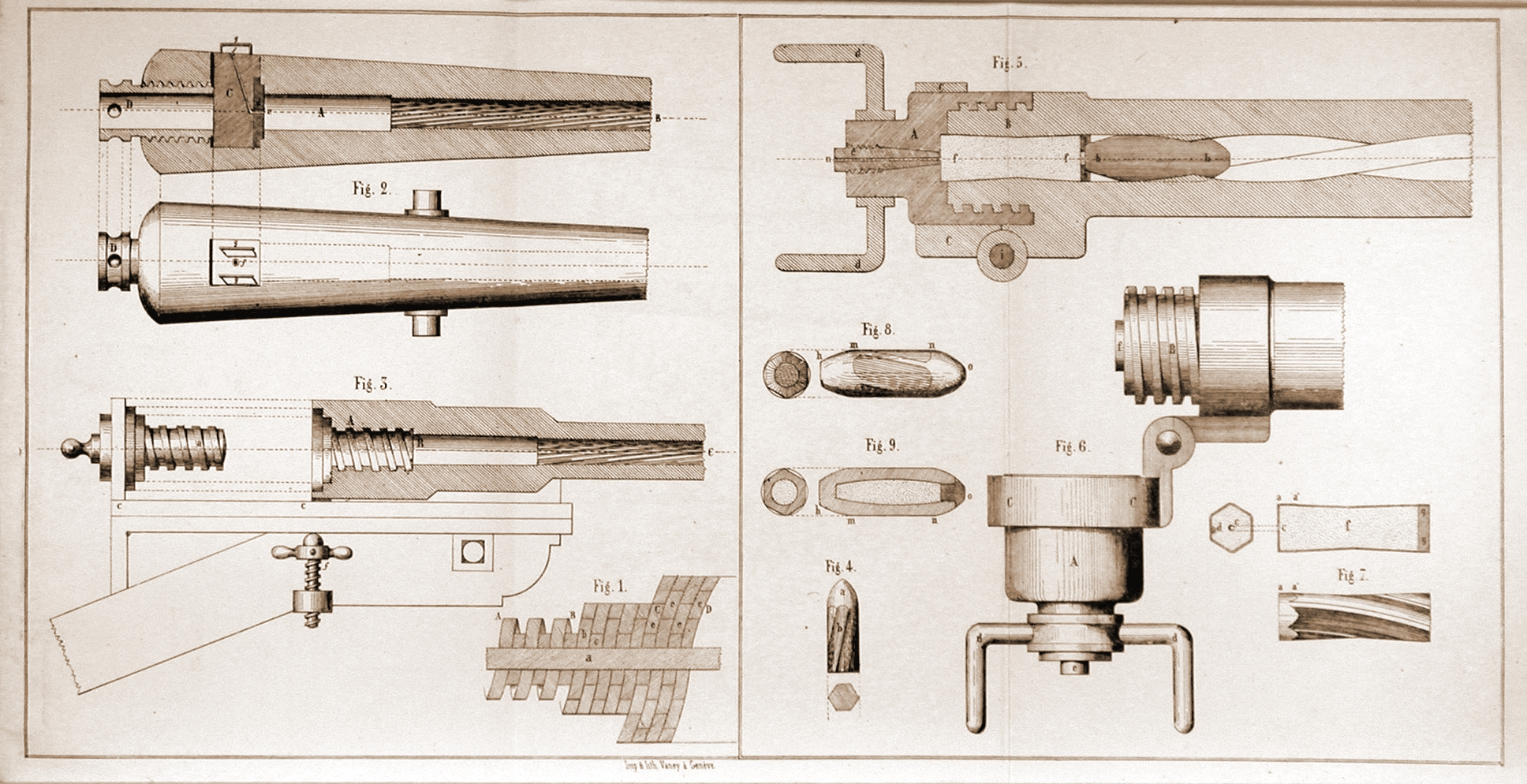
Frühe Verschlusskonstruktionen von Armstrong und Whitworth (rechts)

Ein modernes Geschützrohr besteht (von hinten nach vorne) aus
- Verschluss
- Kammer, Patronenlager oder Ladungsraum für die Treibladungen
- Seelenrohr, glatt oder mit Zügen für den Geschosswegteil

und gegebenenfalls
- Übergangskegel bei Verwendung von Patronen- oder Kartuschenmunition
- Mündungsbremse
- Rauchabsauger.

Die Kugel oder die Granate bzw. das Geschoss wird im Übergangskegel angesetzt und die Treibladung in den Ladungsraum gelegt. Der Verschluss schließt das Rohrende gasdruckdicht ab.
Der Geschosswegteil dient der Führung des Projektils. Die Bohrung des Rohres nennt man Seele und deren Längsachse Seelenachse.

## Entwicklung, Herstellung, Bauformen

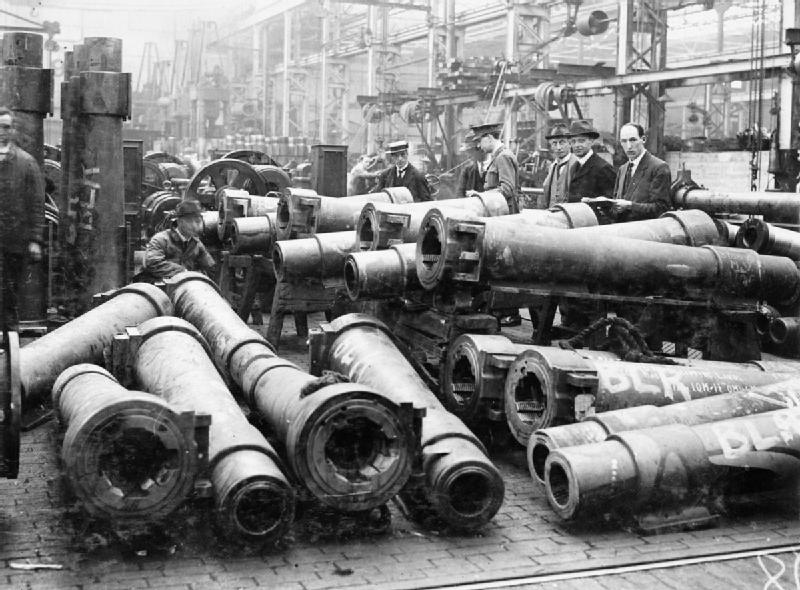
Englische Geschützrohrfertigung für Haubitzen (1914)
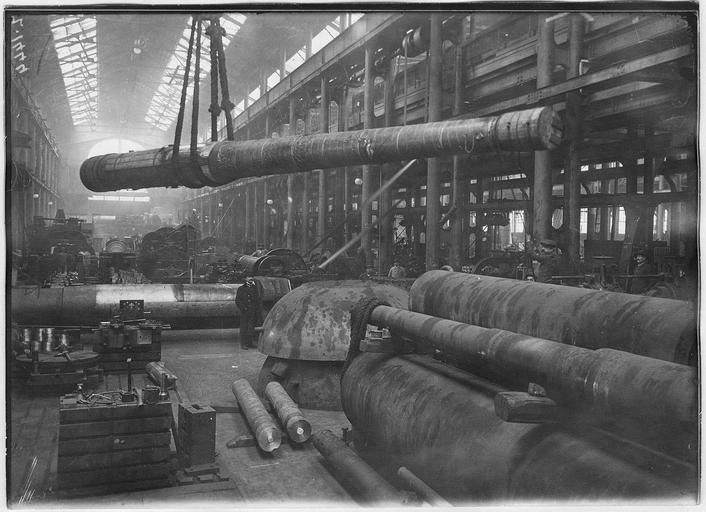
Französische Geschützrohrfertigung (1916)

Rohre von Vorderladergeschützen haben eine glatte, zylindrische Innenwand, bei Kanonenrohren weist auch die Kammer den gleichen Durchmesser auf. Bei Haubitzen und Mörsern ist die Kammer in der Regel zylindrisch oder konisch verjüngt.

Zur Herstellung der Rohre früher Geschütze wurden schmiedeeiserne Stäbe rohrförmig angeordnet und durch aufgeschrumpfte Ringe zusammengehalten. Stabringgeschütze kleineren Kalibers waren oft als Hinterlader ausgeführt; die Kammer, Pulver und Geschoss enthaltend, wurde hinter dem Rohr verkeilt.

Rohrquerschnitte von Schusswaffen
Glattrohr
gezogener Lauf mit Feldern und Zügen
Polygonlauf

Später wurden diese Rohre durch solche aus Bronzeguss, Gusseisen und Stahlguss abgelöst. Nach der Mitte des 19. Jahrhunderts erlaubten die Fortschritte der Metallurgie die Fertigung durch Schmieden. Zur Erhöhung der Stabilität des Geschützrohres wurden Stahlringe Ringkanone oder Stahlmäntel (Mantelrohr) auf das innenliegende Seelenrohr aufgeschrumpft oder passend aufgezogen. Eine in England angewandte Technik war das Umwickeln eines Drahtrohres mit Stahldrähten. Das Seelenrohr entspricht dem Kaliber des Geschosses und führt dieses während des Schusses. Um das Laden von in der zweiten Hälfte des 19. Jahrhunderts aufgekommenen Vorderladerkanonen mit Zügen zu ermöglichen, muss das Profil des Geschosses dem des Rohres angepasst sein. Bei modernen Geschützen kann das Seelenrohr ausgetauscht werden.
Die Fertigung von Geschützrohren hat erhebliche fertigungstechnische Anforderungen und Vorlaufzeiten bis zur Fertigstellung. Ersatzrohre für Geschütze sind eine logistisch aufwändige Aufgabe für Rüstungsbetriebe, die mit hohen Kosten und mit sachgemäßer Lagerung und Bereitstellung von Ersatzrohren verbunden ist.
Im 21. Jahrhundert werden Geschütze, mit Ausnahme der Granatwerfer, als Hinterlader ausgeführt. Bei diesen ist der Verschluss im hinteren, verstärkten Rohrteil angebracht. Er ist meist als Keilverschluss oder als Schraubenverschluss ausgeführt; bei manchen Geschütztypen kommen automatische Ladeeinrichtungen zum Einsatz. Bei Maschinenkanonen, die Serienfeuer abgeben, ist der Verschluss analog zu Maschinengewehren in der Laufverlängerung angebracht.
Moderne Geschützrohre können Züge aufweisen oder als Glattrohr ausgeführt sein. Bei Glattrohrkanonen stabilisiert sich das Geschoss durch eine geeignete Konstruktion von selbst. Bei gezogenen Rohren wird der Führungsring des Geschosses in den Übergangskegel (zwischen Ladungsraum und Geschosswegteil) gepresst und bei Schussabgabe das Geschoss durch den Drall der Züge in Rotation versetzt.
Bei rückstoßfreien Geschützen ist das Rohr hinten offen; der Verschluss dient nur zur Blockierung der Hülse. Der durch die Beschleunigung des Geschosses erzeugte Rückstoß auf das System wird durch die nach hinten ausströmenden Pulvergase ausgeglichen oder gemindert.
Überblick der Begrifflichkeiten zur Typologie
- frühe Geschütztypen mit besonderen Rohrarten
  - Steinbüchsen mit Kammerstück und Flug
  - Stabringkanone
  - Mehrlagenrohr

- moderne Geschütztypen mit besonderen Rohrarten
  - Kanone mit Drahtrohr
  - Waffenrohre aus Hochleistungsstahl mit Zügen
  - Glattrohrkanone mit Autofrettage

## Verschleißfolgen

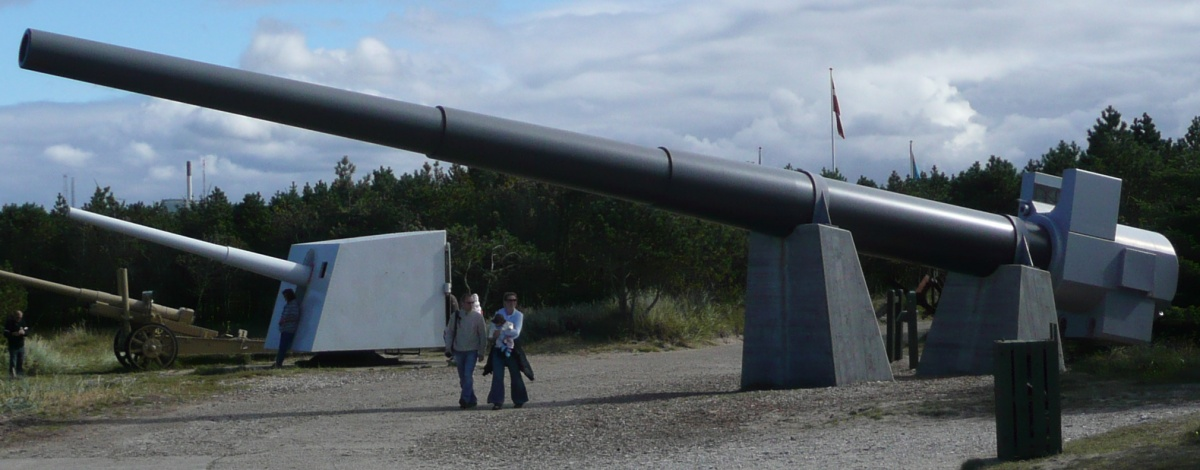
Ersatzrohr für 38-cm-Schnelladekanone C/34 auf der Festungsanlage Hanstholm

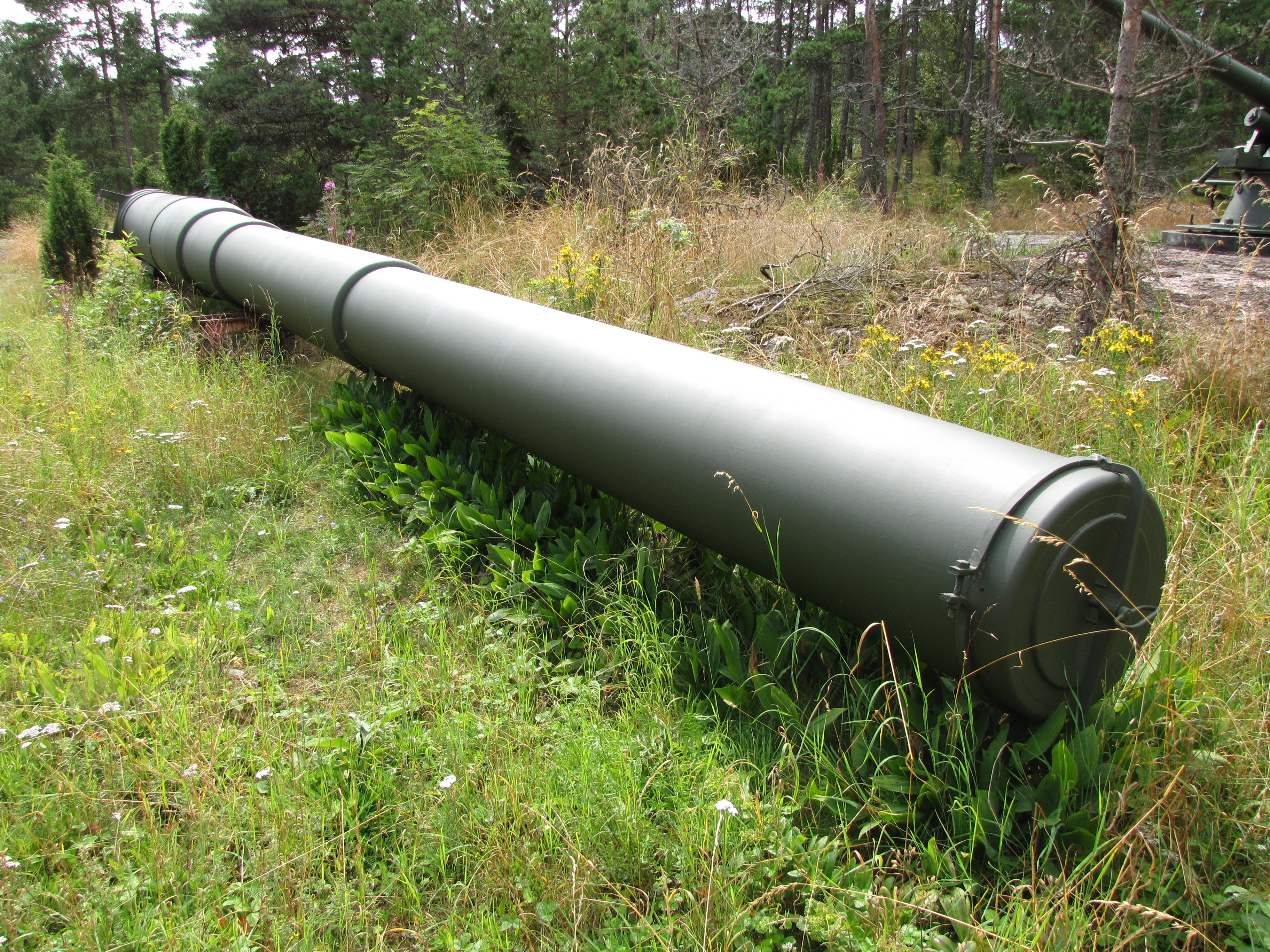
305 mm Ersatzrohr für 305-mm-L/52-Kanone M1907 in Kuivasaari (Finnland).

Geschützrohre verschleißen. Die Munition verursacht einen Abrieb an der Innenfläche des Rohres. Auch können die heißen und chemisch aggressiven Abgase diese Fläche angreifen. Der Rohrverschleiß hängt ab von der Anzahl der Schussabgaben, der Stärke der Ladungen und von der Qualität von Treibladungen und Geschossen. Einige Rohrtypen haben oder hatten schon nach wenigen Schüssen eine nachlassende Genauigkeit, unter anderen die Pariskanone und das Sondergeschütz 80-cm-Kanone (E). Bei Rohren mittlerer Artilleriekaliber um 100 Millimeter wurden Rohre oft bis ca. 4.000 Schuss genutzt. 
Das Geschützrohr der Panzerhaubitze 2000 hat eine besonders hohe Standfestigkeit (siehe hier). 
Für jedes Geschütz müssen Ersatzrohre vorgehalten werden. Die Verfügbarkeit von Ersatzrohren bestimmt letztlich die mögliche Einsatzzeit. Ersatzrohre sind sehr langlebige Rüstungsgüter. Beispielsweise gibt es in der Festungsanlage Hanstholm jahrzehntelang gelagerte Ersatzrohre. Auf der finnischen Insel Kuivasaari liegt ein vermutlich 100 Jahre altes Ersatzrohr für den Geschütztyp 305-mm-L/52-Kanone M1907.
Viele Geschütze haben ein aus zwei, drei oder mehr Teilrohren zusammengesetztes Geschützrohr. Das hintere Rohr (wo das Geschoss startet) verschleißt stärker als das oder die anderen Teilrohre; es verschleißt deshalb schneller und muss häufiger ausgetauscht werden als die übrigen Teilrohre.
Teilrohre sind handlicher, leichter und deshalb besser zu warten und zu transportieren als Rohre aus einem Stück. 
Auch produktionstechnische Einschränkungen oder Vorteile können Gründe dafür sein, ein aus mehreren Teilrohren bestehendes Geschützrohr zu produzieren.
Beispiele:
- die 80-cm-Kanone (E), auch DORA-Geschütz genannt
- das Paris-Geschütz (Kaliber 21 cm; außergewöhnliche Reichweite von etwa 130 Kilometern; beschoss 1918 Paris)
- die 8,8-cm-FlaK 18/36/37 (Acht-Achter, eine Flugabwehrkanone im Kaliber 8,8 cm, über 20.000 Stück gebaut)
  - Die erste Version war die FlaK 18. Sie besaß ein einteiliges Rohr
  - Die verbesserte FlaK 36 erhielt ein dreiteiliges Rohr
- bei der 8,8-cm-FlaK 41 kamen – abhängig von der Munition – verschiedene Rohre zum Einsatz: zunächst fünfteilige (bei Messinghülsen), später vier- (bei vergüteten Stahlhülsen) und einteilige Rohre (bei unvergüteten Stahlhülsen).